# Stuart Orlando Scott

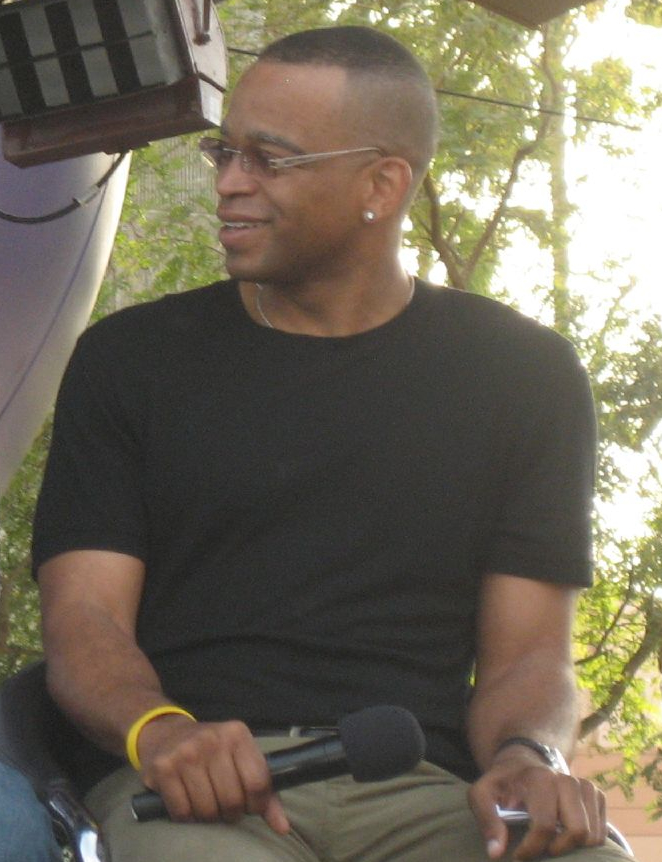
Scott al ESPN The Weekend, 2008

Stuart Orlando Scott (19 de juliol de 1965 - 4 de gener de 2015) va ser un periodista esportiu i presentador de l'ESPN, més notablement al programa de televisió SportsCenter. Conegut pel seu estil tipus hip-hop i per les seves frases enganxoses i úniques, Scott també era conegut per realitzar cobertures al mateix programa de partit de basquet i de futbol, la National Basketball Association (NBA) i la National Football League (NFL).
Scott va créixer a Carolina del Nord, i es va graduar de la University of North Carolina at Chapel Hill. Va començar la seva carrera a diversos programes locals de televisió, abans d'unir-se a ESPN el 1993, encara que ja existien diversos reporters afroamericans d'èxit, la seva barreja de hip-hop amb els esports va resultar inimitable per a la televisió. L'any 2008, ja era una icona per a la programació d'ESPN. i també va començar a l'ABC com a principal conductor de cobertures de l'NBA. En 2007, Scott va patir una apendicitis cancerígena. Després de diversos tractaments, va ser diagnosticat de nou amb càncer en 2011 i 2013. Scott va ser honrat en els ESPY Awards en 2014 amb el Jimmy V Award per la seva increïble lluita contra el càncer, poc abans de la seva mort en 2015 a l'edat de 49 anys.

## Primers anys i carrera
Stuart Orlando Scott va néixer a Chicago, Illinois fill d'O. Ray i Jacqueline Scott. Quan tenia 7 anys es van mudar a Winston-Salem, Carolina del Nord. Scott tenia 2 germanes i un germà: Susan i Synthia, Stephen. Va assistir a l'escola Mount Tabor High School per realitzar el novè i desè grau i després va completar els seus últims dos anys a Richard J. Reynolds High School de Winston-Salem, graduant-se el 1983. En la preparatòria, va ser capità de l'equip de futbol, corredor d'atletisme i servia com a vicepresident del govern estudiantil i era el sergent d'armes del club de claus de l'escola. Scott va ser integrat al saló de la fama de la preparatòria Richard J. Reynolds High School durant una cerimònia realitzada mentre es disputava un partit de basquetbol entre els seus excompanys.
Va realitzar els seus estudis universitaris a University of North Carolina at Chapel Hill. Va ser un membre de la fraternitat Alpha Phi Alpha i va formar part del programa de ràdio "onair talent" en l'estació de ràdio estudiantil WXYC. Durant la universitat, també va jugar futbol com a receptor i defensa en l'equip de l'escola. Es va graduar de la universitat el 1987 amb una llicenciatura en ciències de la comunicació i comunicació oral. Va donar el discurs de graduació dels estudiants de la generació 2001, on va convidar als graduats a celebrar la diversitat i reconèixer el valor i la importància de la comunicació.
Després del graduat, Scott va treballar com a periodista de notícies i d'esports els caps de setmana en WPDE-TV a Florence, South Carolina des de 1987 fins a 1988. Scott se li va ocórrer la frase "cooler than the other side of the pillow" mentre treballava en WPDE. Després d'això, Scott va treballar com a periodista de notícies en WRAL-TV 5 en Raleigh des de 1988 fins a 1990. El conductor esportiu de WRAL, Jeff Gravley recorda que sempre va existir un vincle natural entre Scott i el departament d'esports. Gravley va descriure l'estil de Scott com a creatiu, gregari i que aportava molta energia a la sala de treball. Fins i tot després de sortir, Scott encara visitava als seus antics col·legues en WRAL i els tractava com a família.
Des de 1990 fins a 1993, Scott va treballar en WESH, un canal i programa afiliat a la NBC en Orlando, Florida com a periodista esportiu i conductor. Mentre estava en wesh, va conèixer al productor d'ESPN Gus Ramsey, que estava començant la seva carrera. Ramsey va dir de Scott: "sabies que Scott estava fent una parada en els pitts des del moment en què ho veies entrar, sabies que ell anava a ser gran algun dia, va sortir i va fer una peça de la marrada i ho va aconseguir, així com aconseguiria cobrir les finals de l'NBA algun dia?." Va rebre primer lloc del Central Florida Press per la seva participació en la marrada.

## ESPN
Al Jaffe, el vicepresident de talent d'ESPN, va portar a Scott a ESPN2 perquè estaven buscant a un periodista esportiu que pogués enganxar una audiència més jove. Scott va esdevenir una de les poques personalitats afroamericanes que no eren exatletes. Els seus primers treballs per ESPN van ser en "SportsSmash", un programa curt que sortia a l'aire dues vegades per hora a la programació "Sportsnight" d'ESPN2. Després que Keith Olbermann s'anés de SportsNight pel SportsCenter d'ESPN, Scott va estar a SportsNight. Scott va poder ocupar un lloc en SportsCenter, Scott cap a equip sovint amb els seus companys conductors Rich Eisen, Steve Levy, Kenny Mayne, Donen Patrick, i d'altres. Scott apareixia regularment en els comercials This is SportsCenter.
En 2002, Scott, va ser nomenat conductor de l'estudi de la NBA en ESPN. Es va convertir en conductor en 2008, quan va començar en ABC a NBA on ABC, que incloïen les Finals de l'NBA. A més va dirigir cobertures des del lloc de "NBA post season games". Des de 1997 fins a 2014, va cobrir les finals de l'NBA. Durant les finals de 1997 i 1998, Scott va fer entrevistes un amb un amb Michael Jordan. quan Monday Night Football va passar a ESPN en 2006, Scott va dirigir cobertura en el lloc a Monday Night Countdown i cobertura post-partit en Sporscenter. Scott va aparèixer prèviament en NFL PrimeTime durant la temporada de 1997, Monday Night Countdown des de 2002―2005, i Sunday NFL Countdown des de 1999―2001. Scott també va cobrir els MLB desempats i la NCAA Final Four el 1995 per ESPN.
Scott va aparèixer en cada edició de ESPN the Magazine, amb les seves columnes Holla. Durant el seu treball en ESPN, també va entrevistar a Tiger Woods, Sammy Insulsa, Bill Clinton i Barack Obama durant la campanya presidencial d'Obama en 2008. Com a part de l'entrevista amb Obama, Scott va jugar un contra un, contra el president. El 2004, a petició de les tropes dels Estats Units, Scott i altres dels seus col·legues en Sportscenter, van conduir un programa setmanal organitzat des de Kuwait per Sportcenter d'ESPN: "salutacions a les tropes". Va conduir un nombre de jocs i reality shows en ESPN, Stump the Schwab, Teammates, i Dream Job, i a més va conduir l'especial Drowned Alive de David Blaine. A més de conduir i difondre un episodi especial de America's Funniest Home Videos anomenat AFV: The Sports Edition.
El 22 de juny de 2014, Scott va ser seleccionat per co-presentar el primer programa de Sportscenter originat des de dc-2 (digital center-2) el 22 de juny de 2014.

### Frases
Scott es va fer conegut per l'ús de frases seguint la tradició de Sportscenter començada per Donen Patrick i Keith Olbermann. Ell va fer popular la frase "booyah" que es va estendre des dels esports a l'ús quotidià. algunes de les seves frases inclouen:
- "Boo-Yah!"[12]
- "Hallah"[19]
- "As cool as the other side of the pillow"[12]
- "He must be the bus driver cuz he was takin' him to school."[12]
- "Just call him butter ’cause he’s on a roll"[5]
- "They Call Him the Windex Man ‘Cause He’s Always Cleaning the Glass"[20]
- "You Ain't Gotta Go Home, But You Gotta Get The Heck Outta Here."[20]
- "He Treats Him Like a Dog. Sit. Stay."[20]
- "And the Lord said you got to rise Up!"[21]

### Llegat
El president d'ESPN John Skipper va dir que l'espurna i l'estil de Scott, que usava per parlar dels atletes que estava cobrint, "va canviar tot" L'ex conductor d'ESPN, Stan Verrett, va dir que ell era una aplanadora, no solament pel seu color de pell, sinó pel seu estil la seva presentació i dedicació, no s'allunyava del fet que era negre, i permetia que la resta de nosaltres fóssim nosaltres mateixos. Es va convertir en un model per als periodistes afroamericans."

## Vida personal
Scott es va casar amb Kimberly Scott des de 1993 fins a 2007. Van tenir junts dues filles, Tailor i Sydni. Scott va viure en Avon, Connecticut. Al moment de la seva mort, Scott tenia una relació amb Kristin Spodobalski. Durant el seu discurs per Jimmy V Award, va esmentar a les seves filles Tailor i Sydni i els va dir: "les estimo a les dues més del que puc expressar, ambdues són la meva raó de ser, i jo estic en aquest escenari aquesta nit per vostès".

### Lesió en l'ull
Scott es va malmetre l'ull amb una pilota de futbol durant un partit dels New York Jets en el mini camp d'aquests, el 3 d'abril de 2002, mentre filmava un especial per ESPN, una lesió que va danyar la seva còrnia. Va ser sotmès a cirurgia però just després va sofrir de ptosis, o degoteig de l'ull

### Apendicitis i càncer
Després de sortir de Conneticut un diumenge de 2007 després de sortir de Connecticut en un matí de diumenge a 2007 per Monday Night Football en Pittsburgh, Scott va tenir un mal de panxa, i després que aquest empitjorés, Scott va ser a l'hospital on li van remoure l'apèndix, en lloc d'anar al partit. Després de fer-li diversos estudis al seu apèndix, els doctors es van assabentar que tenia càncer. 2 dies després, es va sotmetre a una altra cirurgia a Nova York on se li van remoure parts del còlon i ganglis limfàtics, tot el proper a l'apèndix, després de la cirurgia es va recomanar quimioteràpia preventiva. Al desembre d'aquest mateix any, Scott, sota el tractament, va realitzar cobertures de l'NBA en ESPN, de les finals de l'NBA. Scott, cap a exercici mentre estava en quimioteràpia. Scott, va dir de la seva experiència amb el càncer: "una de les coses més pares de tenir càncer és que pots conèixer a altres persones que també han tingut càncer, comparteixes un llaç amb ells i és com una germanor". Quan Scott va tornar al treball, la gent que sabia del seu càncer, va començar a donar-li moltes paraules d'alè, acció que Scott va trobar una mica aclaparant, ja que ell només volia parlar d'esports no del càncer.
En 2011, el càncer va tornar, però eventualment, va tornar a remissió. Va ser diagnosticat amb càncer el 14 de gener de 2013. Després de la quimioteràpia, Scott practicaria arts marcials mixtes. Per 2014, ja havia realitzat 58 sessions de quimioteràpia. Scott, també es va sotmetre a radiació i a múltiples cirurgies com a part del seu tractament. Scott mai va voler saber quina fase del càncer es trobava.

### Jimmy V Award
Scott, va ser honrat en els ESPY Awards el 16 de juliol de 2014, amb el premi per la seva lluita contínua contra el càncer. Va dir que havia tingut quatre cirurgies en 7 dies la setmana anterior a la seva aparició en els premis, quan sofria de complicacions en el fetge i els ronyons. Scott va dir a l'audiència que "quan mors, no és que el càncer t'hagi derrotat, el teu li guanyes al càncer per la forma en la qual vius, perquè vius i en la manera en la qual vius" Durant aquests premis (espys), un vídeo va ser mostrat on s'incloïen escenes de Stuart a l'hospital. Scott va acabar el seu discurs dient: "tinguin una gran resta de la seva nit i tinguin una gran resta de la seva vida"

## Mort i tributs
Scott va morir en el matí del 4 de gener de 2015. ESPN anunci: "Stuart Scott, un dedicat home de família i un dels més grans icones de Sportscenter, va morir després d'una difícil i llarga lluita contra el càncer, tenia 49 anys" ESPN va deixar anar un vídeo dedicat a Scott. Sports Illustrated va citar el vídeo d'ESPN un bell tribut a un gran home que va morir a la molt maleïda edat de 49 anys." Barack Obama va rendir tribut a Scott dient:
| « | Estranyaré a Stuart Scott. 20 anys enrere, Stu va ajudar a Usher, per parlar d'una nova forma sobre els seus equips favorits, i els jugadors amb millor acompliment, per la majoria d'aquests 20 anys el servei públic i les campanyes m'han mantingut allunyat de la meva família--però on anava podia prendre la televisió i Stu i els seus col·legues estaven aquí, per diversos anys ens va entretenir i al final ens va inspirar amb el seu coratge i amor, Michelle i jo oferim les nostres oracions a la seva família, amics i col·legues. | » |

## Filmografia
| - He Got Game (1998) - Disney's The Kid (2000) - Drumline (2002) - Love Don't Cost a Thing (2003) - Mr. 3000 (2004) - Herbie: Fully Loaded (2005) - The Game Plan (2007) - Enchanted (2007) - Just Wright (2010) | - Arli$$ (2000) - I Love the '80s (2002) - Soul Food (2003) - She Spies (2005) - I Love the '70s (2003)(xinès) - One on One (2004) - Stump the Schwab (2004) - Dream Job (2004) - Teammates (2005) - I Love the '90s (2004) - I Love the Holidays (2005) - I Love Toys (2006) - Black to the Future (2009) |

## Publicacions
- Scott, Stuart; Platt, Larry. Blue Rider Press. Every Day I Fight, 2015. ISBN 978-0399174063.